# 松平近信
松平 近信（まつだいら ちかのぶ）は、江戸時代後期の大名。豊後国府内藩の第9代藩主。親清流大給松平家13代。

## 生涯
文化元年（1804年）10月8日、富山藩の第9代藩主・前田利幹の次男として誕生した。母親の八百は松平志摩守家臣・佐々登の娘で、利幹の側室。初名は前田利阜（まえだ としおか）。天保元年（1830年）6月1日に第11代将軍・徳川家斉に拝謁する。同年12月16日に従五位下、信濃守に叙位・任官する。天保2年（1831年）2月24日に第8代藩主・松平近訓の隠居に伴い家督を継いだ。
しかし藩政の実権は、隠居していた第6代藩主・松平近儔が握っていた。天保11年（1840年）に近儔が死去すると、養父の近訓と共同して藩政を行なったが、藩財政がさらに悪化する中での天保12年（1841年）3月28日に死去した。享年38。跡を養子の近説が継いだ。

## 系譜
父母
- 前田利幹（実父）
- 八百 ー 佐々登の娘、側室（実母）
- 松平近訓（養父）

正室
- 松平近訓の養女 ー 松平近儔の娘

養子
- 松平近説 ー 松平定永の十一男
- 松平近章 ー 五島盛繁の次男[注釈 1]